# 세스타스
세스타스 또는 세스타스 -The Roman Fighter-(일본어: セスタス -The Roman Fighter-, Cestvs: The Roman Fighter)는 와자라이 시즈와가 쓰고 그림을 그린 일본 만화 시리즈이다. 첫 번째 시리즈인 권투암흑전세스타스(拳闘暗黒伝セスタス)는 1997년부터 2009년까지 하쿠센샤의 영 애니멀에 연재되었으며, 해당 장은 단행본 15권으로 수집되었다. 두 번째 시리즈인 권투사투전세스타스(拳奴死闘伝セスタス)는 2010년부터 2014년까지 영 애니멀에 연재되었으며 나중에 영 애니멀 아라시로 이전되어 잡지 출판이 중단될 때까지 2014년부터 2018년까지 실행되었다. 2018년부터 2020년까지 만화파크  온라인 플랫폼에 출판되었고, 2020년에 영 애니멀 제로로 이전되었다. 애니메이션 TV 시리즈는 2021년 4월부터 6월까지 후지 TV의 +Ultra 프로그래밍 블록에서 방영되었다.